# New Worlds
New Worlds var en ledande brittisk science fiction-tidskrift. Första numret kom ut 1946. Från och med 1963 var Michael Moorcock redaktör och tidskriften kom att bli en viktig del av New Wave-rörelsen. Den lades ned 1971.